# Heliotropium convolvulaceum
Espèce
Heliotropium convolvulaceum est une plante de la famille des Boraginaceae, originaire du sud-ouest des États-Unis et du nord du Mexique.

## Description morphologique

### Appareil végétatif
Cette plante velue, aux tiges courtes et érigées ou longues et rampantes, mesure de 10 à 40 cm de hauteur. Ses feuilles mesurent jusqu'à 3,8 cm de longueur, ont un pétiole court et sont ovales ou lancéolées.

### Appareil reproducteur
La floraison a lieu de mars à octobre.
Les fleurs blanches, parfumées, en forme d'entonnoir évasé, s'ouvrent lorsque les températures deviennent moins chaudes, en soirée. Leur corolle mesure entre 1,5 et 2,5 cm de largeur. Elle est constituée de 5 pétales entièrement soudés, formant un tube étroit à la base puis s'ouvrant largement en une forme un peu pentagonale. Au cœur de la corolle, l'ouverture de petit diamètre du tube qui constitue la base de la fleur est légèrement teintée de jaune.

## Répartition et habitat
Cette plante pousse dans les endroits sablonneux des déserts et plaines arides du sud-ouest du continent nord-américain.
Son aire de répartition s'étend, au nord, dans les états américains allant de la Californie au Texas, et au sud jusqu'au nord du Mexique.